# Miklós Maros
Miklós Maros (* 14. November 1943 in Pécs) ist ein ungarischer Komponist.
Der Sohn von Rudolf Maros studierte am Konservatorium von Budapest bei Rezsö Sugár und an der Musikhochschule bei Ferenc Szabó. 1968 übersiedelte er nach Stockholm, wo er bis 1972 bei Ingvar Lidholm studierte. Ein weiterer wichtiger Lehrer war György Ligeti.
Von 1971 bis 1978 arbeitete er am Studio für moderne Musik und unterrichtete von 1976 bis 1980 am Musikcollege von Stockholm. 1980–1981 war er Gast des Berliner Künstler-Programms des Deutschen Akademischen Austauschdienstes in West-Berlin. Mit seiner Frau, der Sängerin Ilona Maros, bildet er seit 1972 das Maros Ensemble, das sich der Aufführung zeitgenössischer Musik widmet.
Neben zwei Opern (Stora Grusharpan – Die große Kiesharfe, 1982 und Kastrater – Kastraten, 2002) komponierte er zahlreiche Werke für verschiedene kammermusikalische Besetzungen, sinfonische Werke, Instrumentalkonzerte sowie Vokalwerke.